# Colonnella
Colonnella là một đô thị và thị xã của Ý. Đô thị này thuộc tỉnh Teramo trong vùng Abruzzo. Colonnella có diện tích km2, dân số theo ước tính năm 2010 của Viện thống kê quốc gia Ý là người. 
Các đơn vị dân cư:
Đô thị Colonnella giáp với các đô thị: